# GAZ-67
GAZ-67（ロシア語: ГАЗ-67）は、1943年にソビエト連邦のゴーリキー自動車工場（現GAZ）で開発された4×4輪駆動の小型軍用車両である。
第二次世界大戦中にアメリカで大量生産されたジープに形態が類似することから、"ソ連版ジープ"などと呼称されることもある。

## 概要
GAZ-67は、同時期にアメリカで開発されていたジープ（バンタムBRC-40）を参考に開発され、1941年から1942年にかけて646両が生産されたGAZ-64の改良型に相当する車種で、1943年9月に生産がスタートした。GAZ-64からの変更点としては、エンジン出力が50 HPから54 HPに強化されたこと、前後軸のホイールベースが若干長くなっていることなどが挙げられる 。開発にあたっては、エンジンやギアボックスをGAZ-MMから、ラジエーターをGAZ-AAAから流用するなどして開発期間短縮・部品共通化が図られている。GAZ-67は1943年中に718両、1944年に2,419両の計3,137両が生産された。1944年1月からは改良型のGAZ-67Bの生産が開始された。なお、エンジン出力の強化や、ホイールベースの延長を、GAZ-64から67への変更時ではなく、GAZ-67から67Bへの改良に伴うものであると記述する資料 も見られる。
GAZ-67と67Bの外見上の相違点として、フロントのラジエーターグリルガード部の構造が変わっていることが挙げられる。具体的には、初期のタイプのラジエーターグリルが10本の金属棒を並べて溶接した構造であるのに対し、後期タイプではアメリカ製ジープのような、1枚の鋼板をプレスして7個の長穴を打ち抜いた構造になっている。なお、ラジエーターグリルの構造変更はGAZ-67から67Bへの改良に伴うものであるとする資料と、大戦中の生産型と戦後型の違いであるとする資料 が存在し、明確ではない。
GAZ-67Bはヨーロッパにおいて戦闘の終結した1945年5月9日時点までに1,714両が生産され、67と合わせた総生産数は計4,851両となった。当時のソ連では工業生産のリソースの多くを戦車などの戦闘車輌の生産に振り当てていたこともあって、大戦中の生産数は5,000両未満 と決して多くなく、これに対しレンドリースで供与されたアメリカ製ジープの供給数量は50,000両以上であり、機械的信頼性の高さもあって、大半の部隊がこれを使用した。
GAZ-67Bの生産は大戦終了後も継続し、生産数としてはむしろ大戦後の方がずっと多く、1953年までに計92,843両が生産された。なお、大戦直後の1946年に後継車種のGAZ-69の開発がスタートし、1953年から量産が開始されたことにより、GAZ-67Bの生産は終了している。
GAZ-67/67Bは開発国ソ連の他、中国・北朝鮮・ポーランドなどに輸出されて運用されている。
また、GAZ-67のシャシに装甲車体を載せた小型装輪装甲車としてBA-64Bが生産されている。なお、BA-64の初期タイプにはGAZ-64のシャシが使用されている。

## 形式・派生型
GAZ-67
1943年-1944年にかけて生産。生産数3,137両。
GAZ-67B
1944年1月-1953年まで生産された、主生産型となった後期型。大戦中に1,714両、計92,843両が生産された。主な変更点は、ラジエーターグリル部の生産簡易化など。
GAZ-67/M8
GAZ-67の車体後部に4基のM-8ロケット弾発射機を搭載した車両。コーカサスの山岳地帯で運用された。
BA-64B
シャーシを流用した装輪装甲車。初期型はGAZ-64のシャーシを用いて製造され、改良型のGAZ-64BはGAZ-67Bの車台をベースとしている。1946年までに5,209両が製造された（初期型も含めたBA-64全体の生産数は約9,000両）。

## 画像

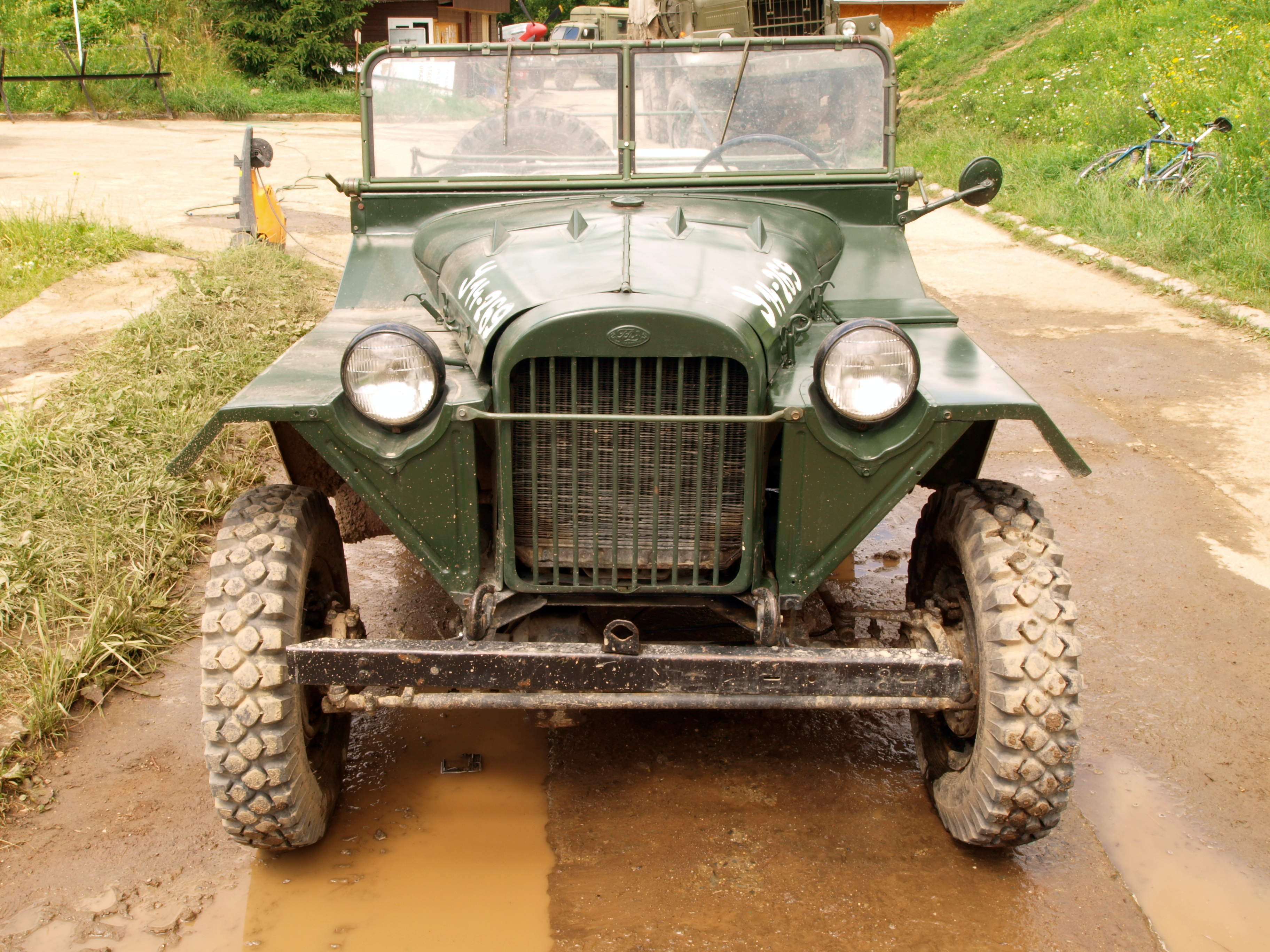
棒状のラジエーターグリルガードを持つ初期型GAZ-67あるいは大戦中生産型
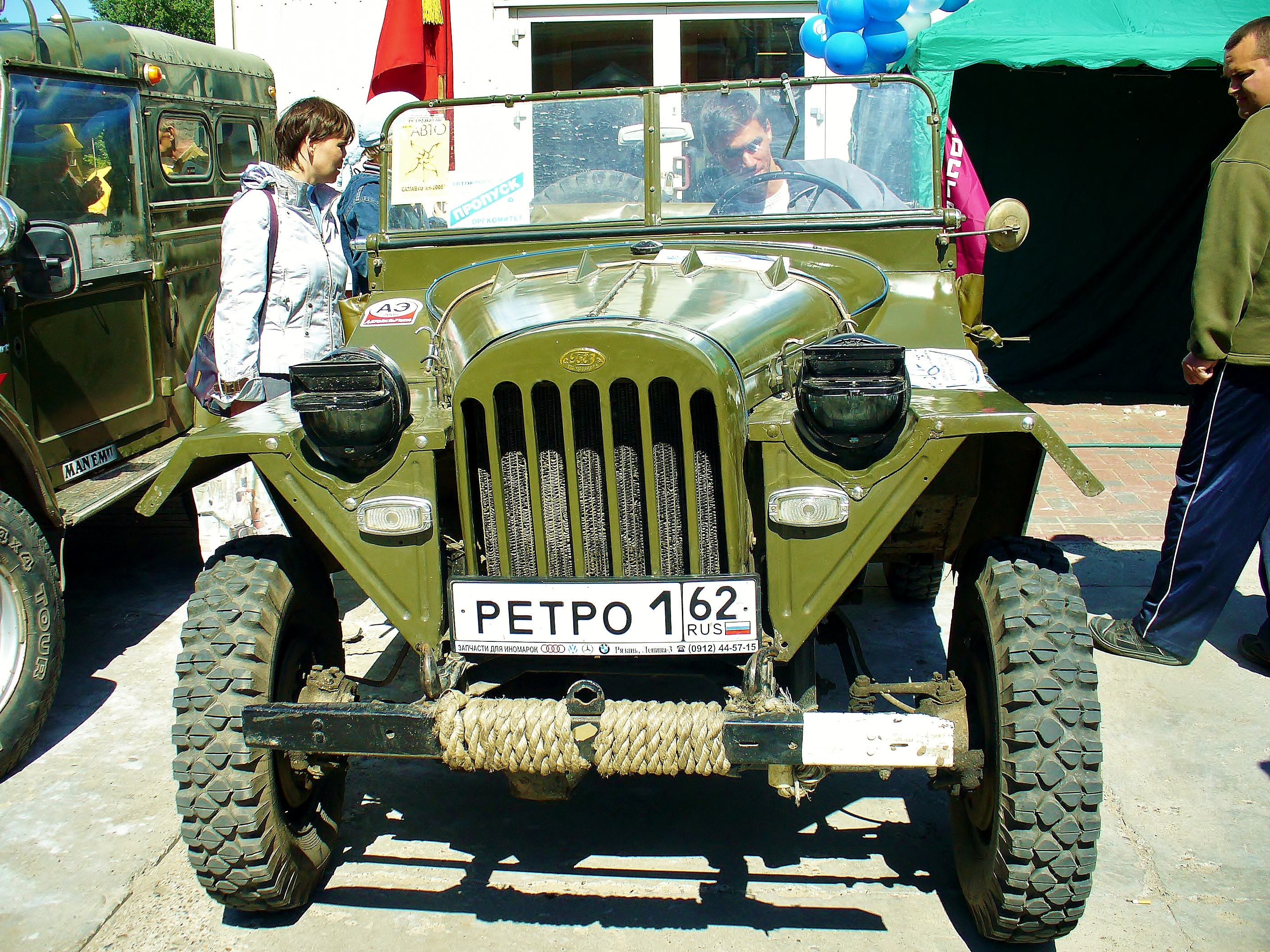
プレス型のラジエーターグリルガードとなった戦後型GAZ-67B
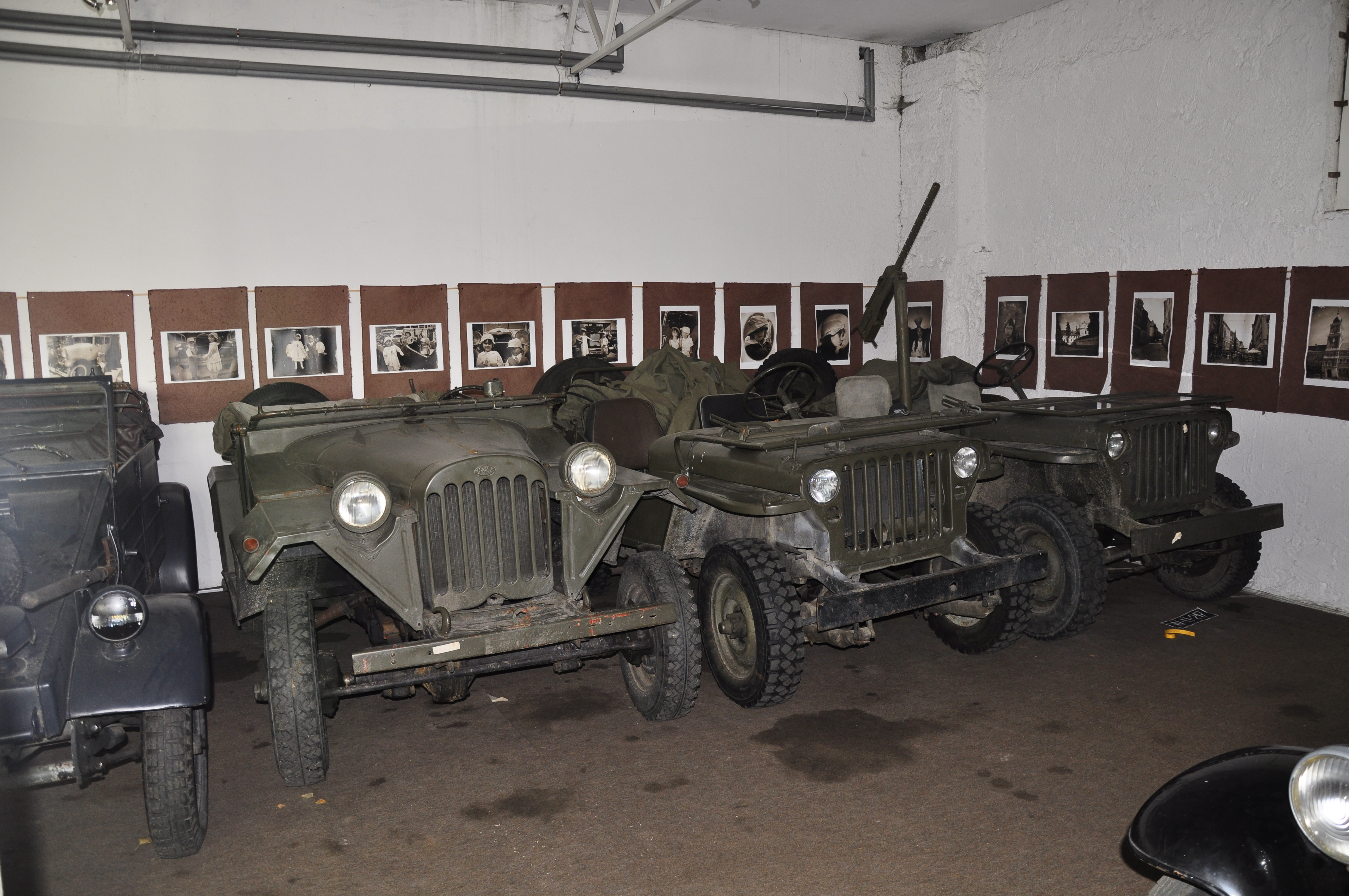
アメリカ製ジープと並んで展示されるGAZ-67B。ポーランド自動車博物館にて
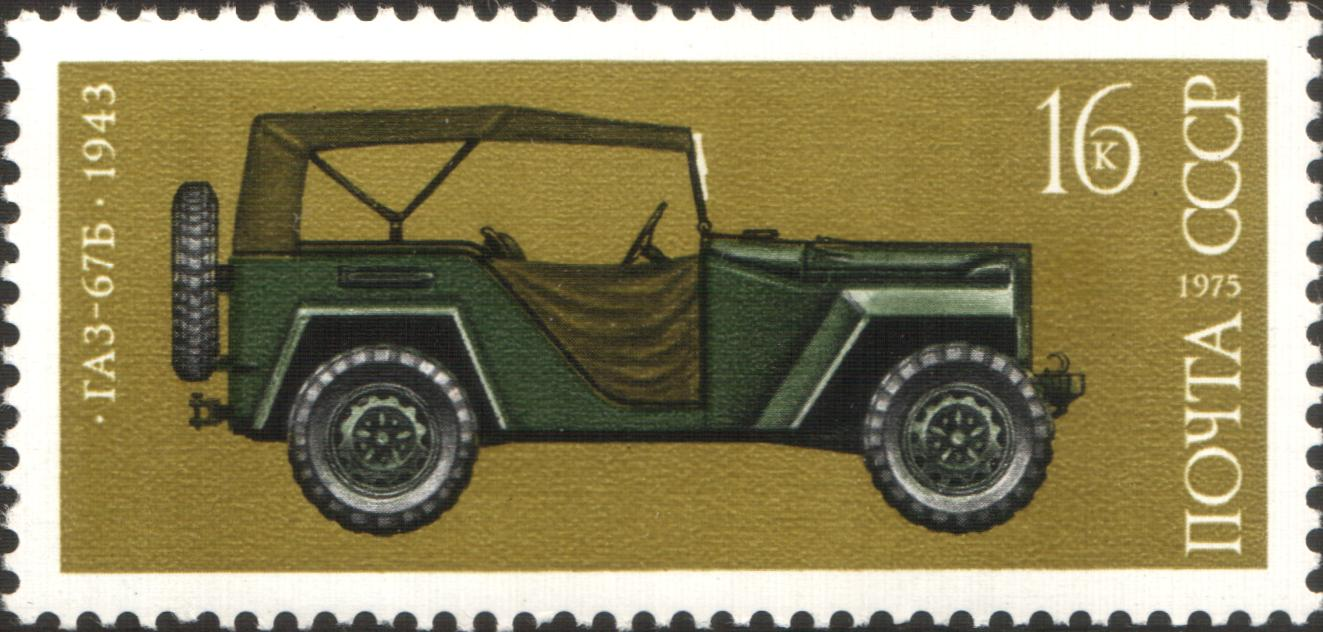
GAZ-67Bを描いたソ連の切手（1975年）

## 模型
模型メーカーの田宮模型から1973年に1/35スケールで発売されたGAZ-67Bのキットは、当時、鉄のカーテンの向こうより得られる資料の少なさからか、戦中型モデルであるとして後期タイプ（戦後型）のプレス型ラジエーターグリルを誤って再現してしまっている。一方、ソビエト連邦の崩壊後の2007年に同社から1/48スケールで発売されたGAZ-67Bのキットは、元共産圏から得られる資料も豊富となり、ラジエーターグリルが棒溶接タイプの初期型（戦中型）を正確に再現している。
2013年に中国の模型ブランド"トランペッター"から発売されたGAZ-67Bのキットは、パッケージに描かれたイラストは初期型溶接グリルであるが、中身のパーツは後期型プレスグリルとなっている。

## 登場作品

### 漫画・アニメ
『ウクライナ混成旅団』
単行本「幻の豹 The Panther in Ukraina 1950」または「独立戦車隊」収録作品。キリバエフ中尉の移動用に使用される。
『ココロ図書館』
第11話にて敵戦車隊指揮官が使用。

### ゲーム
『コール オブ デューティ:ユナイテッド オフェンシブ』
マルチプレイでのみ、ソ連軍の車両として使用可能。車載機銃として、SG-43重機関銃を搭載している。